# Templo de la Victoria (Hímera)
El Templo de la Victoria (en italiano: Tempio della Vittoria, en griego: Ναός της Νίκης) era un antiguo templo griego situado en Hímera, en Sicilia (Italia). Estaba dedicado a la diosa Atenea y se construyó hacia el 480 a. C.  Las ruinas del templo se encuentran en el pueblo de Buonfornello, en el municipio de Termini Imerese.

## Historia

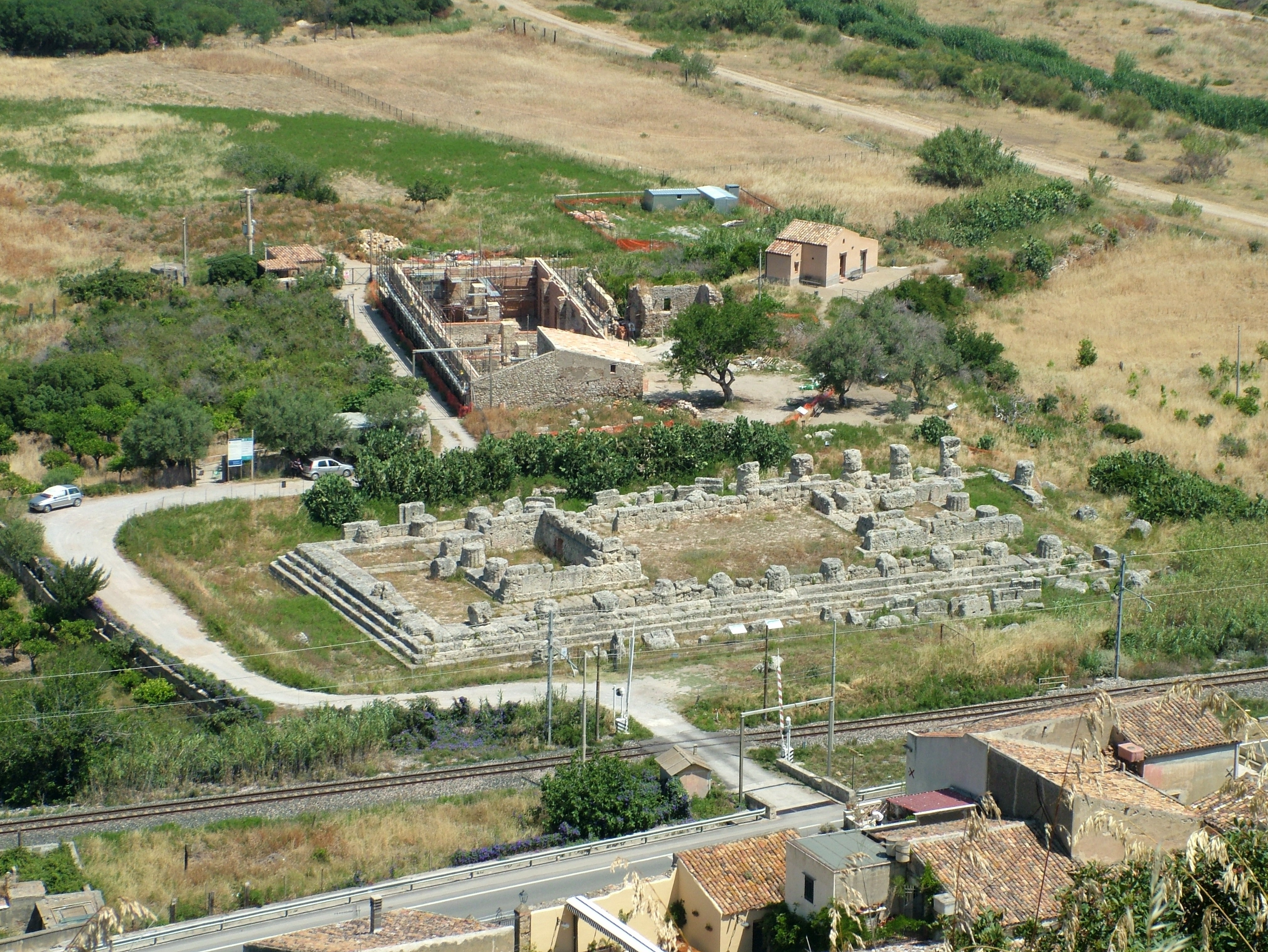
Ruinas desde el aire.

Conocido como el Templo de la Victoria, fue construido en 480 a. C., en Cartago tras la batalla de Hímera contras el ejército de Cartago. Su construcción comenzó presumiblemente poco después de la batalla o, como muy tarde, cuando Terón tomó el poder en la ciudad en el 476 a. C. Probablemente se utilizaron esclavos cartagineses, capturados en la batalla, para construirlo. El templo de Atenea también se construyó en Siracusa para conmemorar la misma batalla. Los templos eran arquitectónicamente similares en muchos aspectos y han sido llamados gemelos arquitectónicos.
El templo de la Victoria fue destruido en la segunda batalla de Hímera en el 409 a. C., en la que los cartagineses destruyeron toda la ciudad.

## Descripción

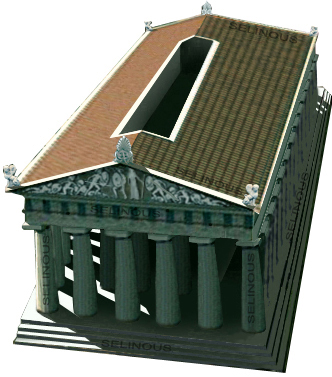
Maqueta del Templo de la Victoria.

Estaba erigido en la llanura costera inmediatamente al norte de la acrópolis de Hímera, la ciudad alta, en la orilla occidental del río Hímera, actual Fiume Grande, cerca de la orilla norte de la isla.
Era de estilo dórico y tenía seis columnas en los lados cortos y catorce en los largos. La crepidoma del templo medía 55,9 × 22,4 m y estaba construida sobre cimientos de cuatro niveles. El templo tenía una naos, un pronaos y un opistodomos, cada uno con dos columnas delante (dístilo in antis). A ambos lados de la entrada a la naos había escaleras que conducían a las partes superiores.
Los frontones principales del templo estaban decorados con tallas, algo poco habitual en los templos griegos de Sicilia. Las esculturas incluían una figura femenina de mayor tamaño, posiblemente Atenea, así como figuras masculinas y un león, que posiblemente representaba una de las figuras masculinas de Heracles. También se han sugerido como temas alternativos la gigantomaquia y la destrucción de Troya. El tejado estaba flanqueado por gárgolas con cabeza de león,  que se conservan en buen estado. Actualmente se encuentran en el Museo Arqueológico de Palermo.